# Hálfdanar saga Eysteinssonar
Hálfdanar saga Eysteinssonar es una saga legendaria de Islandia, fechada a principios del siglo XIV sobre la figura de Halfdan Eysteinsson, rey vikingo de Vestfold. Los principales acontecimientos parece que tienen lugar en el siglo IX.
El abuelo de Halfdan era Þrándr, un epónimo como rey de Trondheim, que a su vez era hijo de Sæming rey de Hålogaland e hijo del patriarca del panteón nórdico, Odín. Sæmingr casó con Nauma (quien dio nombre al reino de Namdalen). Þrándr casó con Dagmær, hermana de Svanhvít, la heroína de Hrómundar saga Gripssonar, y tuvieron dos hijos llamados Eysteinn y Eirikr inn víðförli, este último héroe de Eireks saga víðförla y descubridor de Ódáinsakr.
Eysteinn casó con Ása, hija de Sigurd Hart y Aslaug, hija de  Sigurd Ragnarsson. Ambos tuvieron muchos hijos, entre ellos Halfdan.
La historia alterna las aventuras de Eysteinn en Stáraia Ládoga (Aldeigjuborg), la conquista de Álaborg y las aventuras de su hijo Halfdan.

## Traducciones
- Pálsson, Hermann, and Paul Edwards: Seven Viking romances. Harmondsworth: Penguin, 1985 (Bósa saga ok Herrauðs, Egils saga einhenda ok Ásmundar saga berserkjabana, Gautreks saga, Hálfdanar saga Eysteinssonar, Helga þáttr Þórissonar, Þorsteins þáttr bœjarmagns, Ǫrvar-Odds saga).